# Consulat général d'Égypte à Marseille
 (février 2023).
Si vous disposez d'ouvrages ou d'articles de référence ou si vous connaissez des sites web de qualité traitant du thème abordé ici, merci de compléter l'article en donnant les références utiles à sa vérifiabilité et en les liant à la section « Notes et références ».
Le consulat général d'Égypte à Marseille est une représentation consulaire de la République arabe d'Égypte en France. Instauré en [Quand ?], il est situé au 166, avenue de Hambourg, à Marseille, en Provence-Alpes-Côte d'Azur.